# Guy Remmers
Pour les articles homonymes, voir Remmers.
Guy Remmers est un acteur anglais, né le 2 juin 1995 à Bristol, principalement connu pour jouer dans la série britannique The Buccaneers (depuis 2023).

## Biographie
Originaire de Bristol, Guy Remmers est né en 1995 d'un papa néo-zélandais et d'une maman galloise. Enfant unique, il commence à s'intéresser à la comédie durant ses années lycée à la Fairfield High School, où il joue dans de nombreuses pièces de théâtre. A l'âge de 16 ans, il ne possède alors qu'un General Certificate of Secondary Education, mais se fait renvoyer du lycée à la suite de problèmes causés par sa dyslexie. Il intègre donc la compagnie de théâtre du Bristol Old Vic pour les jeunes.

## Carrière
En 2012, à l'âge de 17 ans, Guy Remmers fait ses premiers pas d'acteur dans la pièce de théâtre The Grandfathers qui se produit au Bristol Old Vic, puis au Royal National Theatre à Londres en 2013. Cela lui permet de se trouver un agent artistique. Il se tourne ensuite vers le mannequinat durant quelques années et participe à des défilés à Milan, Paris et Londres. En 2020, il joue dans le court-métrage Lessons. Depuis 2023, il joue le rôle de Theodore, Duc de Tintagel dans la série britannique The Buccaneers. Pour ce rôle, il a pris des cours de peinture. 

## Vie privée
Il a été en couple avec Kristine Frøseth, sa partenaire dans The Buccaneers, de 2022 à 2025.

## Filmographie

### Cinéma
- 2020 : Lessons : Dan (court-métrage)

### Télévision
- Depuis 2023 : The Buccaneers : Theodore, Duc de Tintagel (rôle principal / Apple TV+)